# Selección masculina de hockey sobre hierba de Alemania
La Selección masculina de hockey hierba de Alemania está formado por jugadores de nacionalidad alemana que representa a la Federación alemana de hockey hierba en las competencias organizadas por la Federación Internacional de Hockey (FIH) o el Comité Olímpico Internacional (COI).
Alemania es una de las potencias mundiales y de mayor palmarés. Ha logrado el primer puesto en el Campeonato del Mundo de 2002 y 2006, además de dos segundos puestos y cuatro terceros. En los Juegos Olímpicos ha conquistado cuatro medallas de oro en 1972, 1992, 2008 y 2012, además de tres de plata y cuatro de bronce.
También ha conseguido diez primeros puestos y siete segundos puestos en el Champions Trophy. A nivel continental, ha triunfado ocho veces en el Campeonato de Europa.

## Historial

### Campeonato Mundial de Hockey sobre Hierba
- Medalla de bronce en la copa del mundo 1973.
- Medalla de bronce en la copa del mundo 1975.
- Medalla de plata en la copa del mundo 1982.
- Medalla de bronce en la copa del mundo 1986.
- Medalla de bronce en la copa del mundo 1988.
- Medalla de oro en la copa del mundo 2002.
- Medalla de oro en la copa del mundo 2006.

### Campeonato Europeo de Hockey sobre Hierba
- Medalla de oro en el europeo de 1970.
- Medalla de plata en el europeo de 1974.
- Medalla de oro en el europeo de 1978.
- Medalla de bronce en el europeo de 1983.
- Medalla de bronce en el europeo de 1987.
- Medalla de oro en el europeo de 1991.
- Medalla de oro en el europeo de 1995.
- Medalla de oro en el europeo de 1999.
- Medalla de oro en el europeo de 2003.
- Medalla de plata en el europeo de 2005.
- Medalla de oro en el europeo de 2011.

### Liga Mundial
- 2012/13: 7.º
- 2014/15: 7.º
- 2016/17: 4.º

### Hockey Pro League
- 2019: 6.º
- 2020/21: 3.º
- 2021/22: 4.º
- 2022/23: 6.º
- 2023/24: 6.º
- 2024/25: 4.º

### Champions Trophy
- Medalla de plata en la edición de 1980.
- Medalla de oro en la edición de 1986.
- Medalla de oro en la edición de 1987.
- Medalla de oro en la edición de 1988.
- Medalla de oro en la edición de 1992.
- Medalla de plata en la edición de 1993.
- Medalla de plata en la edición de 1994.
- Medalla de oro en la edición de 1995.
- Medalla de oro en la edición de 1997.
- Medalla de plata en la edición de 2000.
- Medalla de oro en la edición de 2001.
- Medalla de plata en la edición de 2002.
- Medalla de plata en la edición de 2006.
- Medalla de oro en la edición de 2007.

### Juegos Olímpicos
- Medalla de bronce en los Juegos Olímpicos de Ámsterdam 1928.
- Medalla de plata en los Juegos Olímpicos de Berlín 1936.
- Medalla de bronce en los Juegos Olímpicos de Melbourne 1956
- Medalla de oro en los Juegos Olímpicos de Múnich 1972
- Medalla de plata en los Juegos Olímpicos de Los Ángeles 1984.
- Medalla de plata en los Juegos Olímpicos de Seúl 1988
- Medalla de oro en los Juegos Olímpicos de Barcelona 1992.
- Medalla de oro en los Juegos Olímpicos de Pekín 2008.
- Medalla de oro en los Juegos Olímpicos de Londres 2012.
- Medalla de bronce en los Juegos Olímpicos de Río de Janeiro 2016.
- Medalla de plata en los Juegos Olímpicos de París 2024.